# 光塩女子学院中等科・高等科
光塩女子学院中等科・高等科（こうえんじょしがくいん ちゅうとうか・こうとうか）は、東京都杉並区高円寺南二丁目にある私立中高一貫女子校。

## 概要
創立は、メルセス宣教修道女会の修道女・福者マドレ・マルガリタが、1931年（昭和6年）に設立した光塩学院女学校にはじまる。
同じ敷地内に、光塩女子学院初等科が存在。幼稚園として、光塩幼稚園・光塩日野幼稚園がある。また、姉妹校として、山口県萩市に萩光塩学院がある。
以前は、高校受験も行っていたが、現在は中学受験のみである。

## 教育基本方針
あなたがたは世の光、地の塩である（マタイ福音書の5章13節から16節「地の塩、世の光」より）
世の光というのは、他社を照らす目立つような中心的な存在になるということ。反対に世の塩とは、自らの承認欲求を抑え、人に見られていなくても良い行いをするということ。
双方をバランス良くできるようになることが学校目標である。

## 校章
12世紀、スペインのカタルニア地方の領主カルロス・カルボンは主君であるアラゴン王の援助に出向き深い手傷を負った。これを知ったアラゴン王が見舞いに訪れるとカルロスは傷口から流れる自分の血に4本指を浸し、騎士の命である金色の盾にさっと線を引き、感謝と忠誠を示したという。これがアラゴン王国の国章となった。
1218年にメルセス会が誕生した際、当時のアラゴン王ハイメ1世によって特別に使用が許可された。
そしてこれにメルセス会発祥の地であるバルセロナの大司教が白い十字架を添えたという。
これがそのまま校章となっている。
- 王冠…高貴な心
- 盾…自由と愛のための勇敢な努力。悪より身を守る盾
- 十字架…イエス＝キリストの全人類への愛
- 四本の線…奉仕の精神、徹底的な愛

## 部活動
- テニス部
- バドミントン部
- バレーボール部
- バスケットボール部
- ダンス部
- 水泳部
- 剣道部
- 卓球愛好会
- ESS部（英語部）
- 茶道部
- 料理部
- 化学部
- 生物部
- 演劇部
- ミュージカル部
- 合唱部
- 美術部
- 人形劇部
- アンサンブル部

基本的に兼部は禁止だが、聖書研究グループ・聖歌隊は兼部可。
生徒の8 - 9割がいずれかの部活に入っている。

## 制服
灰色と紺色の縞模様のネクタイ、紺色のジャンパースカート（プリーツは胸まである）、長袖白色のブラウス、黒色のローファー、学校指定の白ソックスが正式な制服である。ただし、11 - 3月は黒タイツを着用。そしてすべて学校指定である。また、紺のジャケット、紺のセーター、紺のハーフコートもある。
夏服は、紺のジャンパースカート（プリーツは腰まである）、半袖のブラウス、黒のローファー、学校指定の白ソックスが正式な制服である。なお、2021年度から夏服が変わり、紺のプリーツスカート、ベスト(紺とグレー)が加わる。
ブレザーは正式な場では着用しない。入学式、卒業式ではカフスボタン着用していたが現在は異なる。
以前からの要望に応え、2022年度より新たにスラックスが導入された。

## 生活部
以下の8つの生活部と呼ばれる全員参加の委員会がある。
- 新聞部　光塩新聞の作成を行う
- 放送部　学校行事の際と昼休みに放送を行う
- ボランティア部　赤い羽根共同募金などのボランティア活動を行う
- 図書部　図書カウンター係と情報係に分かれて活動を行う
- 環境部　教室などの掃除の中心となり、掃除を行う
- 経済部　パン販売の手伝いやベルマーク集めなどを行う
- 体育部　体育祭の企画・進行や、体育の授業時に用具の出し入れ・掃除を行う
- 宗教部　朝終礼時のお祈りを中心となり行う

## アクセス
- 東京メトロ丸ノ内線東高円寺駅から徒歩7分。同じく新高円寺駅から徒歩10分。
- JR中央線高円寺駅から徒歩12分。

## 著名な出身者
- 有吉佐和子 - 作家、和歌山高女から編入したのち府立第五高女へ
- 有吉玉青 - 作家、小学校・中学校を卒業したのち都立富士へ
- 斎藤澪奈子 - 作家
- 大杉君枝 - 元アナウンサー
- 菊間千乃 - 元アナウンサー、弁護士
- 山本紗衣 - ミュージカル女優
- 龍野りな - 女優
- 光あけみ - 元宝塚歌劇団専科生徒（娘役）
- 夏空李光 - 元宝塚歌劇団花組（男役）
- 山内泉 - NHKアナウンサー
- 小林エリカ - 漫画家、作家、エスペランティスト
- さーたり - 漫画家、医師
- 福永百子 - 音楽家、作曲家
- 福田裕子 - 脚本家
- 竹内優月 - 女流棋士
- 宮崎蕗苳 - 華道家 、歌人、柳原白蓮 長女、昭和天皇又従姉妹
- 小柳菜穂子-演出家
- 石川公彌子-フリー研究者（日本政治思想史、政治学、死生学）博士（法学）